# Coherencia cuántica
Se llama estado coherente o se habla de coherencia cuántica para referirse a un estado cuántico que mantiene su fase durante un cierto periodo de tiempo. El mantenimiento de la coherencia cuántica hace posible fenómenos de interferencia, o los experimentos secuenciales de Stern y Gerlach. Cuando se refiere a fotones, se habla de luz coherente.  El proceso por el que se pierde la coherencia cuántica se llama decoherencia cuántica. 

## Bosones y coherencia cuántica.
El comportamiento físico de los bosones resulta ser el contrario de los fermiones. Tienden a ser bosones las partículas más primigenias. Los fotones son así el ejemplo paradigmático de los bosones. No existe principio de exclusión para ellos y su tendencia es a estar en el mismo estado (en las propiedades vibratorias u ondulatorias de su función de onda). Esta "convergencia" de los bosones conduce, por ejemplo en un caso máximo, a un estado de concentración en un mismo estado simple que se conoce como condensación de Bose-Einstein (en la base de la tecnología del láser y en la explicación de fenómenos de superconductividad). En general pueden producirse variadas interacciones entre masas de bosones para entrar en estados globales de vibración unitaria que conocemos como estados de coherencia cuántica. Pero, así como los fermiones tienden a mantener su individualidad ondulatoria (principio de exclusión), los bosones tienden a constituir estados físicos donde la individualidad se diluye en estados cuánticos de conjunto para grandes masas con funciones de onda simétricas.

## Procesos cuánticos en sistemas biológicos
En 1925, Schrödinger y sus contemporáneos describieron ecuaciones que modelan el movimiento de cuerpos pequeños como átomos, fotones o electrones. Sin embargo, en los últimos años se ha hallado que también es posible aplicarlas a sistemas de mayor tamaño como procesos biológicos que dependen de efectos cuánticos, tal es el caso de la fotosíntesis, la migración de aves o la evolución.

## Fenómeno coherencia cuántica en la fotosíntesis
En el año 2007, los científicos Graham Fleming y sus colaboradores de la Universidad de California, Berkeley, descubrieron el papel fundamental que juega la coherencia cuántica en el proceso de la fotosíntesis empleando las técnicas de espectroscopia de femtosegundos. La bacteria fotosintética verde Chlorobium tepidum que habita en el fondo del mar, contiene en el clorosoma miles de clorofilas que absorben energía (fotones) la cual proviene de la luz solar y es transferida hacia el centro reactivo a través del trímero FMO (Fenna-Matthews-Olson). La luz absorbida presenta propiedades mecánico cuánticas que explican la eficacia del proceso fotosintético, el cual consiste en que los fotones se transfieran a la clorofila del centro de reacción y posteriormente al aceptor primario de electrones haciendo un rastreo de todos los caminos posibles para así elegir el  más corto gracias a sus características ondulatorias, logrando que la energía no se pierda y tenga mayor rendimiento. 
El descubrimiento de este fenómeno contradice la idea que la coherencia cuántica solo puede ocurrir a temperaturas muy bajas cercanas al cero absoluto, ya que el experimento de la Chlorobium tepidum se hizo a 77 K, temperatura que sale de los rangos en los que ocurre este fenómeno. Incluso se obtuvo la misma efectividad a 180 K y para el año 2010 se observaron resultados de la eficacia a cero grados Celsius. No hay duda que la fotosíntesis tiene lugar un sistemas fundamentalmente cuánticos. Pero si coherencias en tienen un papel funcionalmente importante en tales procesos sigue objeto de la investigación científica.

## Tiempo de decoherencia
El tiempo necesario para que los términos fuera de la diagonal de la  matriz de densidad desaparezcan proporcionalmente es lo que se conoce como tiempo de decoherencia, que es extremadamente corto para procesos cotidianos macroscópicos. La decoherencia es un proceso extremadamente corto para objetos macroscópicos, pues estos interaccionan con muchos objetos microscópicos, con un número muy grande de grados de libertad. Esta tendencia explica por qué no se aprecian efectos cuánticos en objetos macroscópicos en el día a día. También justifica por qué vemos los efectos de campos clásicos emergiendo a partir de las interacciones entre materia y radiación.